# Гумерова, Фахира Мухаметшариповна
Фахира Мухаметшариповна Гумерова  (3 февраля 1921 — 28 июля 1996) — телятница Янгельского зерносовхоза РБ, Герой Социалистического Труда, депутат Верховного Совета РСФСР восьмого и депутат Верховного Совета БАССР седьмого созыва.

## Биография
Фахира Гумерова родилась 3 февраля 1921 года в деревне Ишбулдино Абзелиловского района. Образование — неполное среднее.
В 13 лет Фахира Мухаметшариповна работала чабаном в Янгельском зерносовхозе. С 1938 года работала телятницей в этом же хозяйстве и проработала здесь всю трудовую жизнь до выхода на пенсию в 1976 году.
В годы восьмой пятилетки (1966—1970) при стопроцентной сохранности вырастила и передала в старшие группы 1 026телят, получив в среднем 912 граммов среднесуточного привеса против 560 граммов по плану. В 1970 году валовой привес скота составил 122,9 центнера вместо 54,7 центнера по плану, среднесуточный привес телят -в среднем 944 грамма. Используя передовые методы и приемы в работе, добилась низкой себестоимости одного центнера привеса. За восьмую пятилетку себестоимость привеса составила в среднем 69,75 рубля при плане 97 рублей. За счет снижения себестоимости привесов закрепленных за нею телят совхоз получил 12 тысяч рублей прибыли.
В апреле 1971 года «за выдающиеся успехи, достигнутые в развитии сельскохозяйственного производства и выполнении заданий восьмого пятилетнего плана по продаже государству продуктов животноводства и земледелия» Фахире Гумеровой присвоено звание Героя Социалистического Труда.
Фахира Мухаметшариповна за 1966—1970 годы вырастила 1026 телят.
Фахира Гумерова избиралась депутатом Верховного Совета РСФСР восьмого созыва и депутатом Верховного Совета БАССР седьмого созыва.
Скончалась Фахира Мухаметшариповна 28 июля 1996 года.

## Память
В советское время в Абзелиловском районе Башкирской АССР старшеклассники, завершившие летнюю производственную практику в составе учебных производственных бригад с наилучшими результатам, получали призы имени Героев Социалистического Труда Ф. Гумеровой и С. Истамгалина.
В сёлах Первомайский, Аскарово и Ишбулдино Абзелиловского района РБ есть улицы, названные именем Фахиры Гумеровой.

## Награды
- Герой Социалистического Труда (1971).

Ордена Ленина, Трудового Красного Знамени, медали.